# Aspitha
Aspitha este un gen de fluturi din familia Hesperiidae. 

## Specii
- Aspitha agenoria (Hewitson, 1876) Bolivia, Peru
- Aspitha aspitha (Hewitson, [1866]) Brazil, Surinam, Guyana
- Aspitha bassleri (Bell, 1940) Peru
- Aspitha leander (Boullet, 1912) Columbia